# Matthäus von Pappenheim

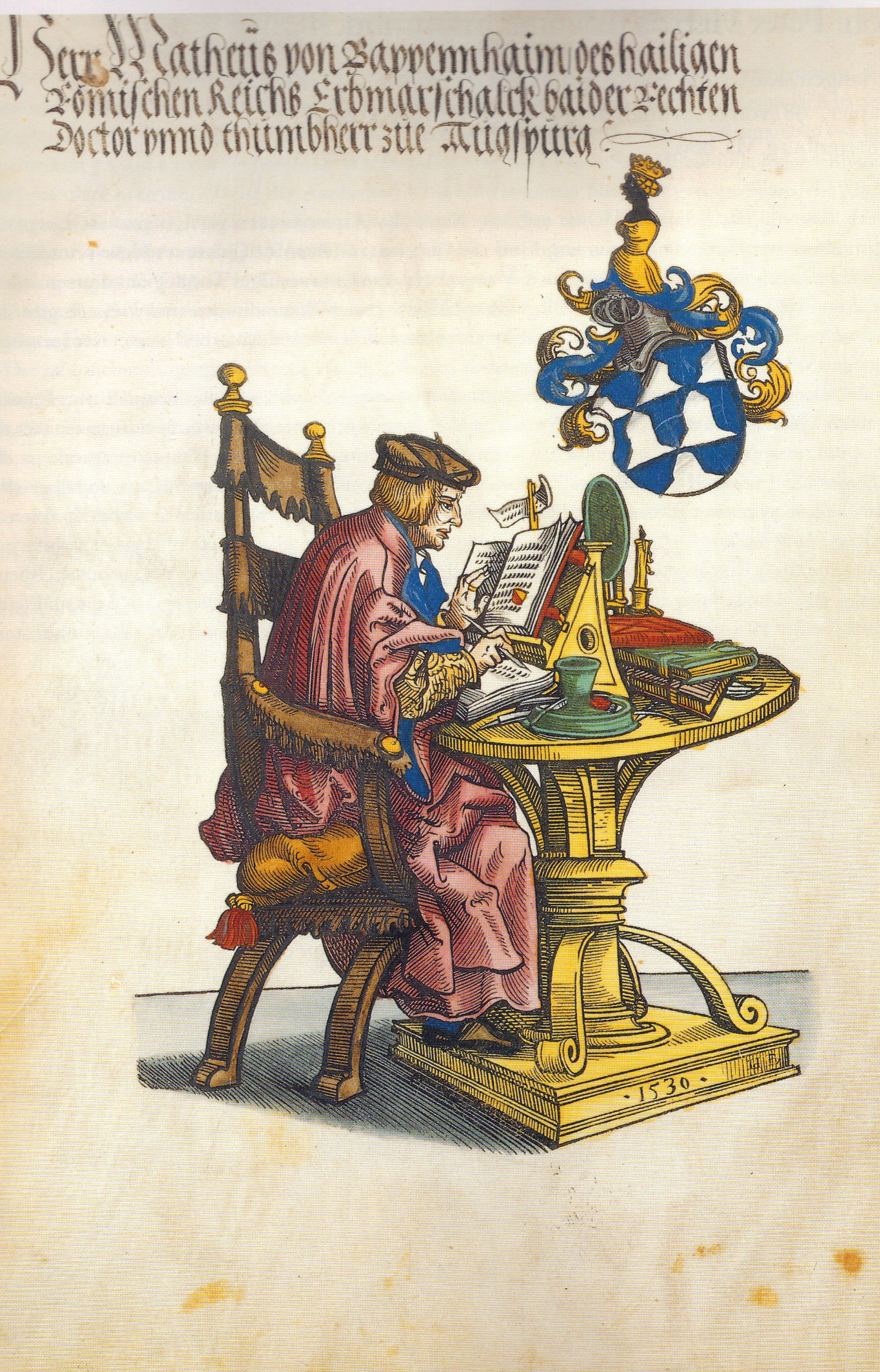
Holzschnitt 1530

Matthäus (Marschalk) von Pappenheim (* 1. Juli 1458 in Biberbach; † 14. Oktober 1541 in Druisheim) war ein deutscher Humanist, Historiker, Genealoge und Domherr.

## Leben
Matthäus von Pappenheim stammt aus der biberbachschen Linie des schwäbisch-fränkischen Geschlechtes der Familie von Pappenheim. Die Familie ist auch bekannt als Marschalk bzw. Marschall von Pappenheim. Seine Eltern waren Ulrich Marschall und Herr zu Biberbach und Anna von Schwabsberg. Er erwarb 1482 den Doktorgrad für Kanonisches Recht an der Universität Perugia. Danach war er 1492 Propst in St. Gertrud in Augsburg, seit 1493 Kanoniker am Augsburger Dom und 1496 Kanoniker am Stift in Ellwangen.
Er bewegte sich in humanistischen Kreisen und stand im Kontakt mit Konrad Adelmann von Adelmannsfelden, dem Augsburger Humanisten Konrad Peutinger, dem Ingolstädter Theologen Dr. Johannes Eck und dem bayerischen Geschichtsschreiber Johannes Aventinus.
Sein bekanntestes Werk war die Chronik der Truchsessen von Waldburg, von der zahlreiche Handschriften hergestellt wurden. Er gilt als einer „der Begründer der modernen Genealogie in Deutschland“.

## Werke
- Johann von Pappenheim (Hrsg.): De origine et familia illustrium dominorum de Calatin, qui hodie sunt domini a Pappenheim, S. R. Imp. Marescalci haereditarii. mitsamt einer deutschen Übersetzung. Philip Ulhardt, Augsburg 1554 (Digitalisat in der Google-Buchsuche).
- Chronik der Truchsessen von Waldburg. 2 Bände, Memmingen 1777–1785.